# Adenitis
Adenitis is de algemene term voor een ontsteking van een klier of lymfeknoop.  Meer specifiek wordt lymfklierontsteking (lymfadenitis) genoemd.